# Пол Ґудісон
Пол Ґудісон  (англ. Paul Goodison, 29 листопада 1977) — британський яхтсмен, олімпійський чемпіон.

## Виступи на Олімпіадах
| Олімпіада  | Дисципліна | Місце |
| ---------- | ---------- | ----- |
| Афіни 2004 | Фін        | 4     |
| Пекін 2008 | Лазер      | 1     |